# WR:オルガニズムの神秘
『WR:オルガニズムの神秘』（ダブリューアール:オルガニズムのしんぴ、原題：WR:Mysteries of the Organism W.R.Misterije Organizma）は、1971年のユーゴスラビア ・西ドイツの合作映画である。
マカヴェイエフが描く、前衛的でブラックユーモア感覚溢れる風刺的前衛映画。オーストリア生まれの先鋭的な精神分析家で、アメリカで獄死したヴィルヘルム・ライヒに関する世界を、ドキュメンタリーとフィクションを交えて描く。

## スタッフ
- 監督・脚本：ドゥシャン・マカヴェイエフ

- 製作：シュヴェトザール・ユドヴィッチ
- 撮影：アレクサンダル・ペトコヴィッチ、ペガ・ポポヴィッチ
- 音楽：ボヤナ・マカヴェイエフ